# Trattinnickia burserifolia
Trattinnickia burserifolia là một loài thực vật có hoa trong họ Burseraceae. Loài này được Mart. miêu tả khoa học đầu tiên năm 1831.